# Daf (strumento musicale)

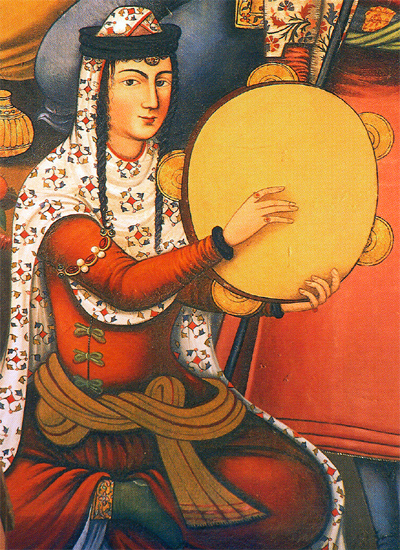
Daf in un manoscritto illustrato, Esfahan, Iran.

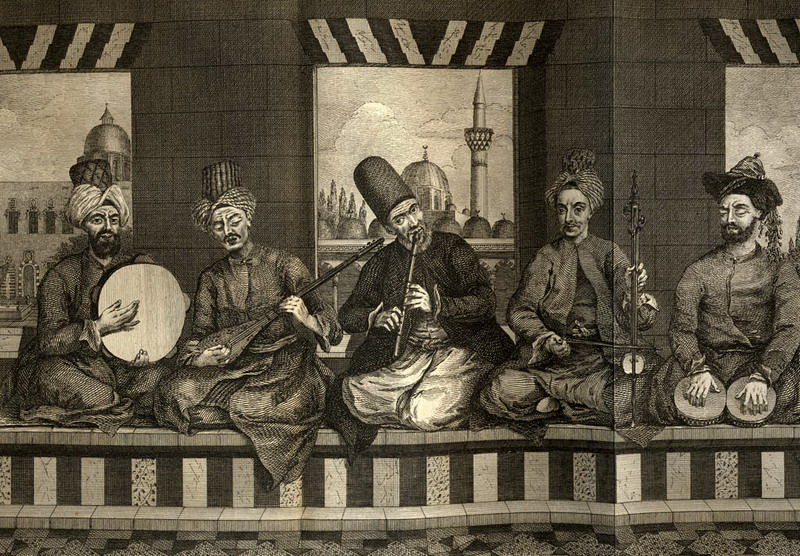
Musicisti ad Aleppo, Siria, il musicista all'estrema sinistra suona il daf.

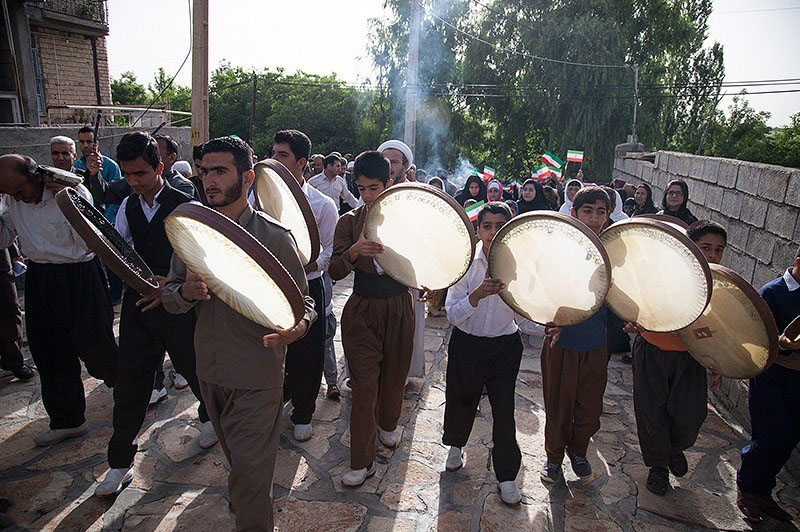
Curdi iraniani di Alk

Il daf (in lingua persiana دف daf, in lingua araba دُفْ duf) è un grande tamburo a cornice del Medio Oriente utilizzato nell'esecuzione di musica classica e popolare. La cornice è solitamente realizzata in legno duro ed ha inseriti molti anelli metallici. La membrana è solitamente in pelle di pesce ma vengono usati altri tipi di pelle come mucca, capra e cavallo. Il daf è usato principalmente nel Medio Oriente, Grande Iran, Subcontinente indiano e nell'Asia centrale. Solitamente accompagna cantanti e suonatori di tamburo, violino, oud,  saz e altri strumenti mediorientali. Alcuni "daf" sono dotati di piccoli piatti, che li rendono analoghi a un grande tamburello.

## Storia
Le prime evidenze del dap (daf) si riferiscono alla Persia sasanide. Nella scrittura pahlavi (un'antica lingua persiana) il daf veniva indicato come dap. La parola daf è quindi la forma arabizzata della parola dap. Alcune immagini di dap sono state trovate in dipinti che risalgono alla prima era volgare. La presenza dell'imperatore iraniano nei rilievi di  Bisotun suggerisce che il daf esisteva prima della diffusione dell'Islam. "I Daf erano parte della musica religiosa in Persia molto prima dell'avvento del sufismo. La musica tradizionale persiana è sempre stata uno strumento spirituale e dimostra che il "daf" ha giocato un ruolo importante nella Persia di Mazdean emergendo come un elemento importante durante l'era sasanide e la dinastia Kâvusakân. Esiste anche una sorta di tamburo a cornice quadrata nella roccia di Taq-e Bostan (un altro famoso monumento situato a nord-est della città di Kerman). Questi tamburi incorniciati venivano suonati nell'antico Medio Oriente (principalmente dalle donne nelle società curde), in Grecia e a Roma e raggiungevano l'Europa medievale attraverso la cultura islamica.
Nawrūz (il giorno del capodanno persiano, festa nazionale) e altre occasioni festive sono state accompagnate dal dap nel periodo sasanide (224- 651). In questo periodo si suonava il "dap" per accompagnare la musica classica persiana. I "dap" erano probabilmente usati nelle corti per l'esecuzione delle melodie della musica tradizionale. Questa musica, tradizionale o classica, fu creata da Barbad e fu chiamata "khosravani", dal mitico re  Khosrow II. Ricerche recenti rivelano che queste modalità erano usate nella recitazione delle preghiere di Mazdean (Zoroastrismo). Le modalità sono state tramandate da maestro ad allievo e oggi sono conosciute come il sistema "radif" e "dastgah". Molte delle melodie sono andate perdute, ma la maggior parte di quelle rimaste risalgono al periodo sasanide. I daf possono essere usati per produrre ritmi molto complessi e intensi, causando il raggiungimento della trance e di uno stato estatico e spiritualmente elevato. Per questo motivo, in Persia, sono sempre stati collegati alla religione.
Gli arabi introdussero, in Spagna, il daf e altri strumenti musicali mediorientali, e gli spagnoli lo adottarono e promossero assieme ad altri strumenti musicali (come la chitarra) nell'Europa medievale. Nel XV secolo, il daf era usato solamente nelle cerimonie sufi. Gli ottomani lo reintrodussero in Europa nel XVII secolo.
L'arte di suonare il daf, nel kurdistan persiano e in altre parti della Persia giunse a seguito dello sforzo dei sufi iraniani, soprattutto nel XX secolo. Il daf viene ancora utilizzato come uno strumento importante nella esecuzione della musica d'arte persiana (musica tradizionale o classica) come nei tempi antichi. Molti giovani iraniani vengono incoraggiati ad imparare questo antico strumento.
Nel Kosovo occidentale, dove viene chiamato defi, lo strumento è ancora di fondamentale importanza durante i riti e le feste di nozze e circoncisione delle comunità rom. Qui lo strumento ha dimensioni di circa 44 centimetri di diametro e 6 di altezza e prevede una serie di coppie di piattini predisposti lungo finestre intagliate nella cornice. Strumento di tipico appannaggio femminile − ovvero, come tutti i tamburi a cornice, esclusivo di donne e uomini effemminati secondo una tradizione condivisa riscontrabile in un'ampia area che si estende, passando per l'Italia meridionale, fino al Nordafrica −, il defi accompagna tutte le parti femminili delle feste di nozze scandendone tempi e ritualità.